# Charles William Post
Pour les articles homonymes, voir Post.
Charles William également connu « C. W. Post », né le 26 octobre 1854 et mort le 9 mai 1914 est un inventeur américain, fabricant de céréales et d'aliments pour petit-déjeuner, ainsi qu'un pionnier de l'industrie des aliments préparés. Il est le fondateur de Post Foods.

## Biographie

### Jeunesse
Charles William Post, communément appelé C.W., est né le 26 octobre 1854 à Springfield, Illinois. Il est le fils de Charles Rollin Post et de la poétesse Caroline Lathrop, et a grandi dans la ville natale d'Abraham Lincoln, président des États-Unis pendant les années d'enfance de Post.
Il est diplômé des écoles publiques de Springfield et inscrit à l'Illinois Industrial University (connue aujourd'hui sous le nom de University of Illinois à Urbana – Champaign), où il est resté deux ans avant de partir sans diplôme.
Après un bref séjour à Independence, Kansas, Post retourne à Springfield, où il est resté pendant plus d'une décennie à travailler comme vendeur et fabricant de machines agricoles. Pendant cet intervalle, Post a inventé et breveté plusieurs outils agricoles, dont une charrue, une herse et une machine d'empilage de foin. 

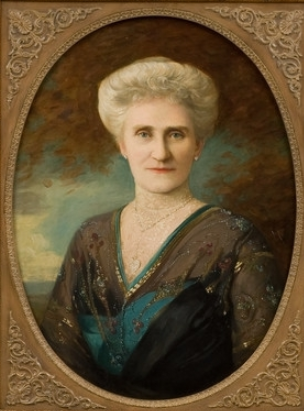
Ella Letitia Merriweather

En novembre 1874, il épouse Ella Letitia Merriweather ; ils ont une fille. Ella soutient son mari tout au long de sa carrière et s'occupe de lui lorsqu'il est malade. Comme Post est devenu plus riche et a commencé à passer plus de temps loin d'Ella, qui est souvent malade, il s'éloigne lentement d'elle. Contre son gré, Post se sépare d'elle en 1904 et épouse sa deuxième femme, Leila Young, sa secrétaire de 27 ans, en novembre 1904. La fille de Post, qui reste proche de son père, a déclaré plus tard que sa mère était morte « d'un cœur brisé » après que Post eut divorcé et épousé sa secrétaire.

### Carrière

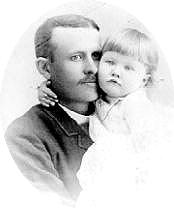
C. W. Post tenant son unique enfant, sa fille Marjorie Merriweather Post

Il subit une dépression mentale en novembre 1885, conséquence du stress et du surmenage qui accompagnèrent son travail de fabricant d'outils agricoles. Post rompt avec sa vie antérieure, s'installant au Texas en 1886, où il s'est associé à un groupe de promoteurs immobiliers à Fort Worth, qui tentaient d'établir une nouvelle communauté à la périphérie Est d'une ville appelée Riverside. En 1888, Post commence son propre développement immobilier à Fort Worth sur 200 acres (80,9371284 ha)  qu'il avait obtenu, aplanissant le terrain pour les rues et les maisons et construisant deux moulins.
Le stress de ce travail s'avère à nouveau trop pour la constitution de Post, et une deuxième panne suit en 1891. Post entame une période de longs voyages à la recherche d'un remède, venant s'intéresser particulièrement à la chimie de la digestion. Après une traversée d'Europe, Post visite le Battle Creek Sanitarium de Battle Creek, Michigan, une installation exploitée par John Harvey Kellogg (frère du fondateur de Kellogg Company Will Keith Kellogg). Post est accusé d'avoir volé plusieurs des recettes de Kellogg, y compris les céréales au café au caramel de Kellogg (Postum de Post), les cornflakes (toasties) et les noix maltées (noix de raisin),.
En 1895, Post fonde Postum Cereal Co., avec son premier produit, la boisson aux céréales Postum . La première céréale pour le petit-déjeuner de Post a été créée en 1897, et il a nommé le produit céréale Grape-Nuts en raison de l'arôme fruité remarqué pendant le processus de fabrication et du croquant aux noix du produit fini. En 1904, il a fait suivre l'étiquette Grape Nuts par une marque de flocons de maïs, qui s'appelait d'abord Elijah's Manna avant d'être renommée Post Toasties en 1908. Le gouvernement britannique refuse d'autoriser Post à commercialiser ses céréales au Royaume-Uni sous le nom de Elijah's Manna, déclarant qu'il était sacrilège.
En 1906, Post a investi une partie des revenus substantiels de sa fabrication de produits alimentaires dans l'immobilier au Texas, en achetant un énorme terrain de 225000 acres (91 000 ha) dans les comtés de Garza et Lynn. Post fonde une nouvelle ville, qu'il appelle Post City. Des arbres d'ombrage ont été plantés, des parcelles de ferme aménagées, et un hôtel, une école, des églises et un grand magasin ont été construits pour le nouveau siège du comté de Garza,.
En 1907, Collier's Weekly publie un article remettant en question l'allégation faite dans les publicités pour Grape Nuts selon laquelle il pourrait guérir l'appendicite. Post répond avec des publicités mettant en doute la capacité mentale de l'auteur de l'article, et Collier's Weekly le poursuit pour diffamation. L'affaire est entendue en 1910 et Post reçoit une amende de 50 000 $. La décision est annulée en appel, mais les publicités pour les produits Postum cessent de faire de telles allégations.
Post est un ardent opposant au mouvement syndical et la National Association of Manufacturers se souvient de lui comme « opposant avec amertume les boycotts, grèves, lock - out, piquets de grève et autres formes de coercition dans les relations entre employeur et employé ». Post est également un grand défenseur public du système de boutique ouverte.

### Mort et héritage

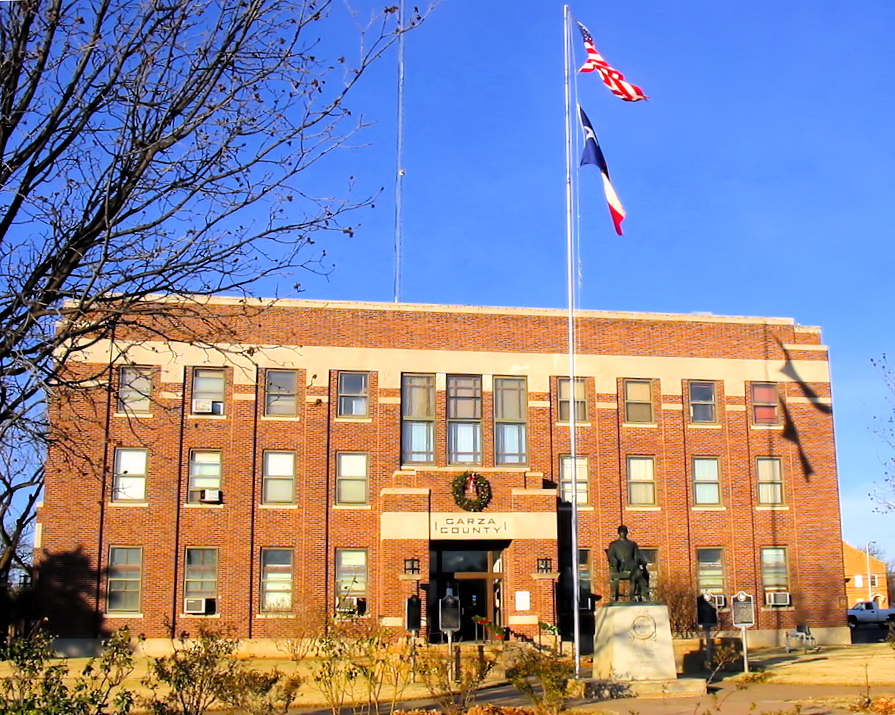
Une statue de C. W. Post devant le palais de justice du comté de Garza

Fin 1913, l'état de santé de Post, atteint de maladies chroniques, se détériore au point qu'il annule les apparitions publiques.  Au début de mars 1914, Post souffre d'appendicite et est transporté par train sans escale de Californie à Rochester, Minnesota, pour être opéré par les Dr William et Charles Mayo, considérés comme les chirurgiens les plus en vue de l'époque. Après examen, les frères Mayo jugent Post inopérable, et le magnat des céréales du petit déjeuner retourne chez lui à Santa Barbara sans remède chirurgical, toujours en proie à des douleurs à l'estomac. Dans le livre de 1995 American Empress: The Life and Times of Marjorie Merriweather Post, l'auteur Nancy Rubin affirme que Post a effectivement été opéré par les frères Mayo entre le 5 et le 10 mars 1914.
Le 9 mai 1914, découragé par sa maladie d'estomac, Post se suicide à l'aide d'une arme à feu. Il a 59 ans. Sa fille de 27 ans, Marjorie Merriweather Post, hérite de son entreprise ainsi que de la majeure partie de sa vaste fortune, l'une des plus grandes du début du vingtième siècle,.
Marjorie Merriweather Post épouse ensuite le financier E. F. Hutton et possède 177 acres (71,63 ha) de domaine sur la côte nord de Long Island appelé Hillwood. Marjorie vend le domaine en 1951 pour 200 000 $ à l'Université de Long Island, qui fonde son collège résidentiel C. W. Post en 1954, marquant le 100e anniversaire de la naissance de C. W.  Post. Pendant un certain temps appelé C. W.  Post Centre, puis C. W.  Post Campus. Ce qui était C. W.  Post College est maintenant devenu principalement un campus de banlieue appelé LIU/Post, et il compte environ 8500 étudiants à temps plein et à temps partiel et plus de 100 000 anciens élèves .
Le Liberty Ship SS C. W. Post (en) construit durant la Seconde Guerre mondiale est nommé en son honneur.
Le film The Power and the Glory de 1933 est en partie inspiré de l'histoire de sa vie.